# Hydrovatus amplicornis
Hydrovatus amplicornis är en skalbaggsart som beskrevs av Régimbart 1895. Hydrovatus amplicornis ingår i släktet Hydrovatus och familjen dykare. Inga underarter finns listade i Catalogue of Life.